# Himmelfahrtskirche (Hohne)

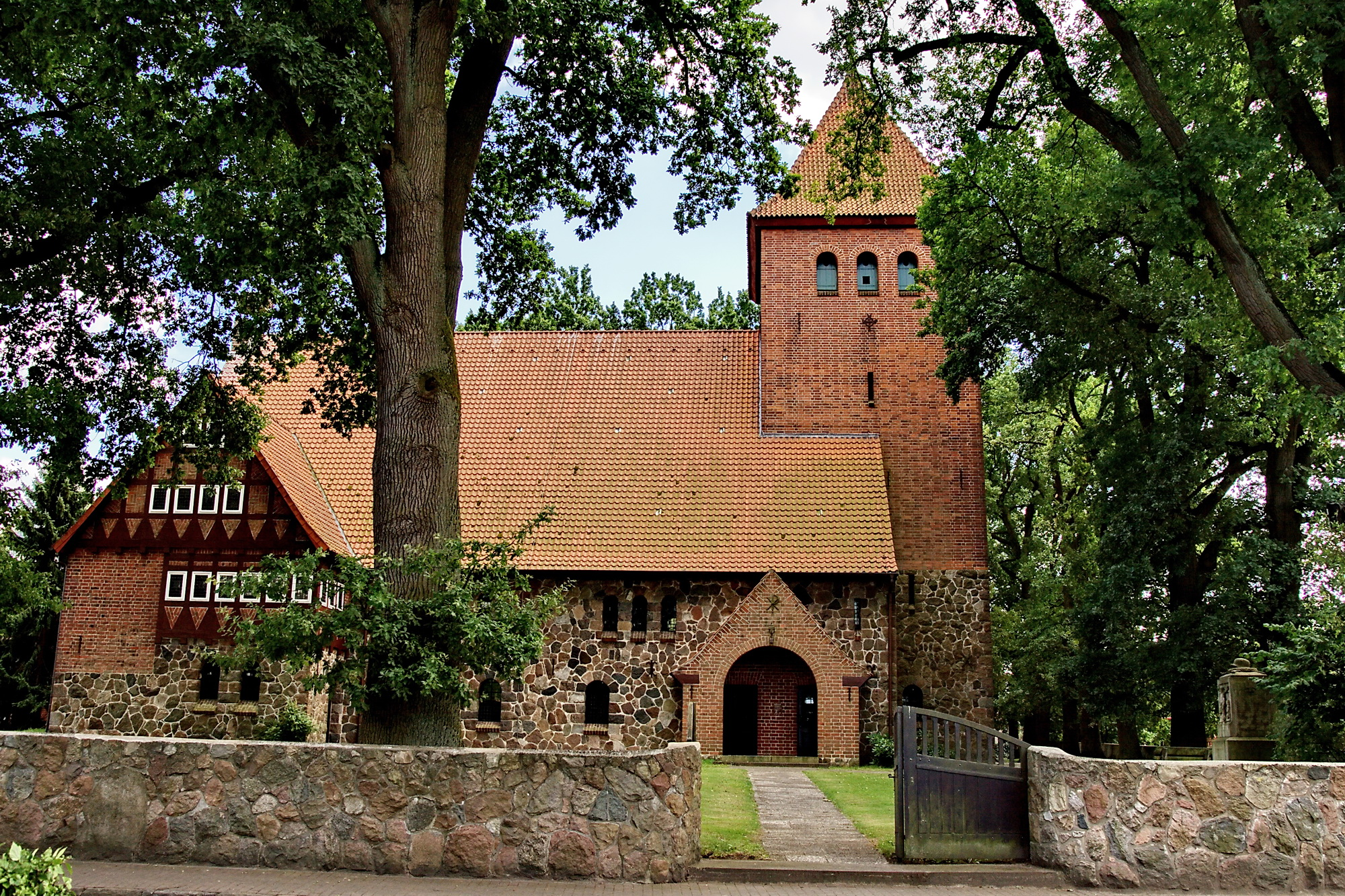
Himmelfahrtskirche

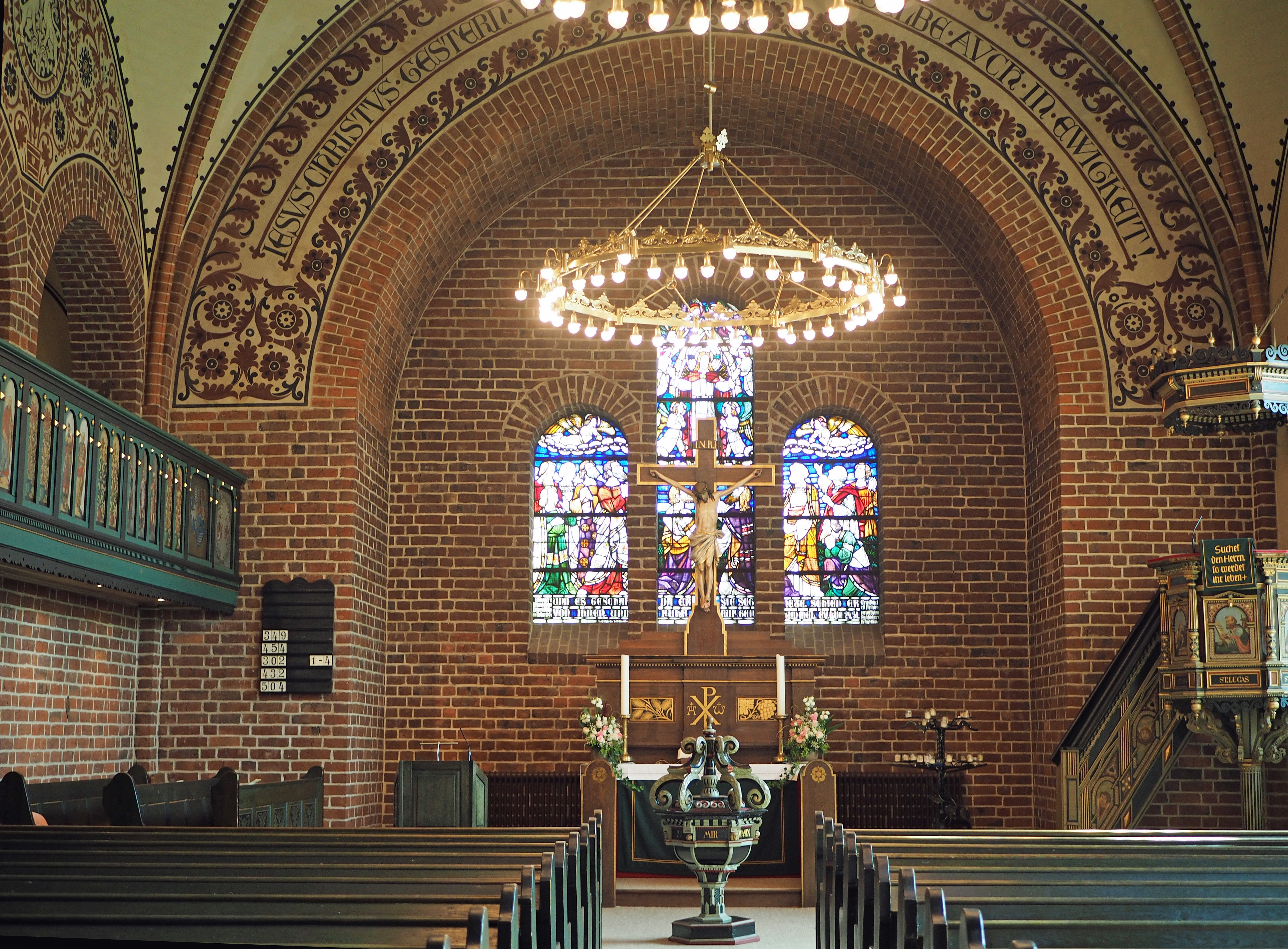
Innenansicht

Die evangelisch-lutherische denkmalgeschützte Himmelfahrtskirche steht in Hohne, einer Gemeinde im Landkreis Celle  von Niedersachsen. Die Kirchengemeinde gehört zum Kirchenkreis Celle im Sprengel Lüneburg der Evangelisch-lutherischen Landeskirche Hannover.

## Beschreibung
Die neuromanische Hallenkirche aus einem Mittelschiff und einem Seitenschiff wurde 1912/1913 von Wilhelm Matthies gebaut. An der Nordseite befindet sich der Arm eines Querschiffes. Das untere Geschoss des eingezogenen Kirchturms im Westen, der mit einem Pyramidendach bedeckt ist, und die Wände des Langhauses, das mit einem Satteldach bedeckt ist, bestehen aus Zyklopenmauerwerk. Das breite Mittelschiff ist mit einem Kreuzrippengewölbe, das schmale Seitenschiff ist quer mit einem korbbogigen Tonnengewölbe überspannt. Vor der Wand im Westen befindet sich die Empore. Die farbige Gestaltung des Innenraums ist weitgehend erhalten. In die bauzeitliche Kirchenausstattung wurden Stücke des Vorgängerbaus eingegliedert, wie das Taufbecken aus der 1. Hälfte des 17. Jahrhunderts, die Kanzel von 1636/1638 und der Orgelprospekt von 1821.